# Lavagem da bandeira
A lavagem da bandeira (em castelhano:  Lavado de bandera) é uma ação ritualística de protesto simbólico e pacífico que teve início na sexta-feira, 20 de maio de 2000, no Peru, contra o governo de Alberto Fujimori. O significado do ritual era simbolizar a "lavagem de toda a corrupção" no país através da lavagem da bandeira nacional "suja" pelo abuso de poder exercido pelo governo Fujimori. Naquele ano, a partir de maio a 24 de novembro de 2000, a lavagem da bandeira foi realizada todas as sextas-feiras na Plaza Mayor de Lima e em outras 27 cidades do país e do exterior.

## O ritual
Todas as sextas-feiras, a ação simbólica de protesto acontecia do meio-dia até às 15h. na Plaza Mayor de Lima e em frente ao Palácio do Governo. Dezenas de pessoas, e em alguns casos centenas, reuniam-se com uma bacia que enchiam com a água do chafariz da praça. Cantavam o hino nacional, misturavam a água com sabão e introduziam a bandeira peruana para lavá-la e depois pendurá-la em um varal provisório.
Posteriormente, o ritual também incorporou uniformes militares, togas de juízes e até a bandeira do Vaticano à lavagem.

## Contexto
Após as controversas eleições gerais no Peru em 2000, um grupo de artistas denominado Colectivo Sociedad Civil organizou uma ação de protesto todas as sextas-feiras, iniciando o ritual em 20 de maio.
A lavagem da bandeira foi uma das várias manifestações cidadãs de protesto ocorridas naquele ano após as eleições de 9 de abril e 28 de maio de 2000, consideradas fraudulentas por parte da sociedade. Na sequência das eleições de 9 de abril, a Asociación Civil Transparencia registrou 690 irregularidades "referentes a propaganda eleitoral, assédio de representantes e observadores e cédulas eleitorais mutiladas e marcadas".
Da mesma forma, a Missão de Observação Eleitoral da Organização dos Estados Americanos (OEA), representada na época pelo político guatemalteco Eduardo Stein, chamou a atenção do Governo do Peru para melhorar o processo eleitoral após iniciar a investigação por suposta falsificação de assinaturas do partido político fujimorista Peru 2000.
A lavagem da bandeira foi suspensa após seis meses de ação, em 24 de novembro, quando o processo de vacância presidencial contra Alberto Fujimori por "incapacidade moral permanente" foi concluído em 21 de novembro e a posse no dia seguinte de Valentín Paniagua como presidente transitório do Peru.